# Саруханянц, Эрнест Эдуардович
Эрнест Эдуардович Саруханянц (19 августа 1971, Ростов-на-Дону) — советский и российский футболист и игрок в мини-футбол, полузащитник, тренер.

## Биография
Воспитанник ростовской ДЮСШ «Стрела». В первые годы взрослой карьеры выступал за любительские коллективы. На профессиональном уровне дебютировал в 1993 году в составе ростовского «Источника» во второй лиге.
В 1994 году выступал в высшей лиге Казахстана за «Горняк» (Хромтау), сыграл 3 матча и забил один гол. Дебютный матч сыграл 3 июля 1994 года против «Актюбинца», а гол забил в своём втором матче, 6 июля в ворота клуба «Яссы» (Туркестан).
После возвращения в Россию в течение трёх лет выступал за «Спартак-Братский» в третьей лиге. Потом в течение десяти лет не играл в большой футбол на профессиональном уровне, а выступал за любительские коллективы Ростова и области. С 2003 года играл за «Батайск», с которым в 2007 году вернулся в профессиональный футбол и провёл три сезона во втором дивизионе. В конце карьеры выступал за новочеркасский «МИТОС», в его составе в 39-летнем возрасте завершил карьеру.
Помимо большого футбола, играл в мини-футбол, в том числе с командой «Норильский никель» поднялся из первого дивизиона в высший и в сезоне 1998/99 выступал в высшем дивизионе.
После окончания карьеры работал в тренерском штабе «МИТОСа», любительского клуба «Донэнерго» (Аксай) и ростовского СКА.